# Provence Rugby
Maillots
Actualités
Provence Rugby est un club français de rugby à XV de la Métropole d'Aix-Marseille-Provence basé à Aix-en-Provence.
Il évolue en Pro D2 pour la saison 2024-2025.

## Histoire

### 1970-2001: Aix Rugby Club
Le club naît en 1970 sous le nom d’Aix Rugby Club (ARC). Comme l’argent manque, on demande à chaque joueur de donner un maillot, mais devant l’arc-en-ciel qui résulte de cette initiative, quelqu’un suggère de tous les teindre en noir. Ce sera la couleur du club.
L’ARC évolue d’abord en séries régionales, et accède à la troisième Division nationale en 1979. Après un court passage à l’échelon inférieur (1983-84), le club remonte en troisième Division et ne redescendra plus jamais au niveau régional. Il remporte son premier titre national (3e div.) en 1986 et accède à la deuxième Division. Après quelques coups d’ascenseur entre les deux divisions, le club se stabilise en D2 (Nationale 2) et atteint la finale en 1998.

### 2001-2015: Pays d'Aix Rugby Club
En 2001, avec l’accession en Fédérale 1 (finale de Fédérale 2 perdue), le projet sportif s’accélère avec pour ambition l’accès à la Pro D2. Le club devient le Pays d'Aix Rugby Club (PARC). Le club devient une Société anonyme sportive professionnelle (SASP) en 2003. Il évolue trois saisons en Fédérale 1, dont il remporte le titre en 2004. La Pro D2 devient réalité.
Malheureusement, l’apprentissage du professionnalisme sera difficile et, deux saisons après sa montée, le club redescend en Fédérale 1.
Après sa victoire contre l'Union sportive carcassonnaise le 31 mai 2009 (victoire 35-25) à Carcassonne (match aller 18-9 pour le PARC), le club remonte en Pro D2 après trois saisons passées en Fédérale 1 et y jouera pour la saison 2009-2010.
En 2010, à la fin d'une saison difficile et de choix d'encadrement hasardeux, le PARC est de nouveau rétrogradé en Fédérale 1 d'un point de vue sportif, mais se voit offrir une nouvelle chance en Pro D2, en raison de la rétrogradation pour raison financière de Montauban. L'année suivante, après un bon recrutement, l'équipe se maintient sportivement et termine à la onzième place du championnat avec 63 points. Lors de la saison 2011/2012, après un départ tonitruant, l'équipe baisse de régime pendant l'hiver et termine finalement à la onzième place avec 63 points.
La saison 2012-2013 de Pro D2 sera marquée d'une pierre noire pour le PARC, qui finit quinzième sur seize de la saison régulière, et est donc condamné à descendre en Fédérale 1 avec le promu Massy.
Pour la saison 2013-2014, le PARC désormais en Fédérale 1 met tout en œuvre pour remonter en Pro D2 le plus rapidement possible. Lors de la saison 2014-2015, le PARC remporte le Championnat de France de Fédérale 1 et remonte donc en Pro D2.

### Depuis 2015: Provence Rugby
Pour la nouvelle saison 2015-2016 en Pro D2, le PARC subit une évolution au niveau de son identité. Le club est renommé Provence Rugby, le logo est habillé de la mention Aix Marseille, mettant en avant l'ouverture du club d'Aix-en-Provence vers la métropole d'Aix-Marseille et la région de la Provence, ; le nouveau nom est entériné auprès de la FFR le 5 septembre 2015. Provence Rugby est rétrogradé sportivement en Fédérale 1 pour la saison 2016-2017, à la suite de leur dernière place de la Pro D2.
L'équipe termine le championnat de Fédérale 1 2016-2017 à la 5e place de la poule 1, mais échoue en demi-finale d'accession face au futur vainqueur l'USON Nevers rugby qui rejoint donc le 1er de la phase régulière le RC Massy en Pro D2 pour la saison suivante.
À l'intersaison, le club enregistre une entrée importante : Christian Califano rejoint en effet le staff aixois en tant que directeur du développement pour apporter toute son expérience et faire profiter de ses relations; ce qui confirme les nouvelles intentions ambitieuses de l'équipe provençale.
Le club repart donc en Fédérale 1 en 2017-2018, et atteint son objectif initial d'accession directe en Pro D2 : en effet, dès le 7 avril 2018, profitant de la défaite surprise à domicile de son dauphin, le SC Albi face à Rouen (10-27) sans même prendre le point du bonus défensif, Provence Rugby s'assure la 1re place de la poule 1 avant de jouer son dernier match contre Valence Romans Drôme rugby à l'extérieur. Ainsi, le club provençal valide mathématiquement sa montée directe en Pro D2 à l'issue de la saison. L'équipe termine finalement sa saison par une ultime victoire à Valence (15-24) pour finir avec 68 points au classement final, soit 8 de plus que son second, l'US bressane.
Compte tenu de la montée du club en Pro D2 en 2018, Christian Califano quitte son poste de directeur du développement car il devient incompatible avec son rôle de consultant à Eurosport, où il anime une émission sur ce championnat.
Le club recrute, en mars 2021, un nouveau manager en la personne de l'argentin Mauricio Reggiardo.
En 2022, le club termine à la septième place du Championnat à l'issue de la saison régulière et ne se qualifie pour les barrages. En 2023, Provence Rugby termine huitième du Championnat.

#### Vainqueur de la saison régulière de Pro D2 en 2024
En 2023-2024, le club se renforce avec les arrivées notamment de l'international gallois Tomas Francis (Exeter Chiefs), Jimmy Gopperth (Leicester Tigers) et Jean-Charles Orioli (FC Grenoble).
Leader de la saison régulière, Provence s'incline en demi-finale à domicile contre le FC Grenoble.
En 2024-2025, Provence termine 4e au classement et se hisse jusqu'en demi-finale où le club s'incline à l’extérieur face au FC Grenoble (17-38).
En 2025-2026, Philippe Saint-André succède à  Mauricio Reggiardo.

## Image et identité

### Couleurs et maillots
Lors de sa fondation, le club récupère les maillots de l'Aix Rugby Club (jaune et noir) et de l’ASA (rouge et jaune, couleurs de la Ville d’Aix-en-Provence). Pour pouvoir réutiliser ces équipements disparates, le club teint tout en noir, qui devient ainsi la couleur définitive du club.

### Logo
En 2012, lors de son changement de logo, le Pays d'Aix RC ajoute la mention Provence Rugby sous son titre principal. Avec son changement d'identité en juin 2015, il présente un nouveau logo pour Provence Rugby, nouveau nom du club, accompagné de la mention Aix Marseille et d'un rameau d'olivier. La mention géographique disparaît six ans plus tard.

Évolution du logo
Ancien logo du Pays d'Aix.
Ancien logo du Pays d'Aix.
Ancien logo du Pays d'Aix abandonné en 2011.
Logo du Pays d'Aix de 2011 à 2012.
Logo du Pays d'Aix RC de 2012 à 2015.
Logo de Provence Rugby de 2015 à 2021.
Logo de Provence Rugby instauré en 2021.

## Palmarès

### Détail du palmarès
| Compétitions nationales                                           |
| - Championnat de Fédérale 1 : - Champion (3) : 2004, 2015 et 2018 |
| - Championnat de Nationale 2 : - Vice-champion (1) : 2001         |
| - Championnat de 3e division : - Champion (1) : 1986              |

### Finales disputées
| Date de la finale | Compétition                | Vainqueur             | Score   | Finaliste                 | Lieu de la finale                      | Spectateurs |
| ----------------- | -------------------------- | --------------------- | ------- | ------------------------- | -------------------------------------- | ----------- |
| 1er juin 1986     | Championnat de 3e division | Pays d'Aix Rugby Club | 18 – 7  | Étoile sportive arudyenne | Stade Gaston Pams, Argelès-sur-Mer     |             |
| 17 juin 2001      | Championnat de Nationale 2 | Blagnac SCR           | 26 – 12 | Pays d'Aix Rugby Club     | Stade du Sélery, Colomiers             | 6 642       |
| 20 juin 2004      | Championnat de Fédérale 1  | Pays d'Aix rugby      | 21 – 12 | Stade bordelais           | Stade Noël-Pélissou, Graulhet          |             |
| 7 juin 2015       | Championnat de Fédérale 1  | Pays d'Aix RC         | 12-6    | Lille Métropole rugby     | Stade Marcel-Verchère, Bourg-en-Bresse |             |

## Personnalités historiques du club

### Effectif professionnel 2024-2025
| Nom                      | Naissance          | Nationalité sportive | International | Dernier club               | Arrivée au club |
| Talonneurs               | Talonneurs         | Talonneurs           | Talonneurs    | Talonneurs                 | Talonneurs      |
| ------------------------ | ------------------ | -------------------- | ------------- | -------------------------- | --------------- |
| → Ian Boubila            | 17 janvier 2002    | France               | -             | Stade toulousain (en prêt) | 2024            |
| Kapeli Pifeleti          | 1er septembre 1999 | États-Unis           |               | Saracens                   | 2019            |
| Thomas Sauveterre        | 10 mai 1993        | France               | -             | Biarritz olympique         | 2024            |
| Piliers                  |                    |                      |               |                            |                 |
| Hayden Thompson-Stringer | 25 décembre 1994   | Angleterre           | -             | Waratahs                   | 2024            |
| Julius Nostadt           | 12 octobre 1992    | Allemagne            |               | Castres olympique          | 2022            |
| Nicolás Toth             | 26 décembre 2001   | Argentine            | -             | Jaguares                   | 2021            |
| Federico Wegrzyn         | 8 janvier 1996     | Argentine            | -             | Jaguares                   | 2021            |
| Tomas Francis            | 27 avril 1992      | Pays de Galles       |               | Ospreys                    | 2023            |
| → Paul Mallez            | 24 janvier 2001    | France               | -             | Stade toulousain (en prêt) | 2023            |
| Enrique Pieretto         | 15 décembre 1994   | Argentine            |               | Waratahs                   | 2024            |
| Quentin Samaran          | 30 décembre 1997   | France               | -             | Biarritz olympique         | 2023            |
| Thomas Vernet            | 14 juillet 1994    | France               | -             | RC Toulon                  | 2018            |
| Deuxièmes lignes         |                    |                      |               |                            |                 |
| Jérôme Dufour            | 6 octobre 1992     | France               | -             | Stade aurillacois          | 2021            |
| Théo Hannoyer            | 9 juin 1996        | France               | -             | Castres olympique          | 2023            |
| Izack Rodda              | 20 août 1996       | Australie            |               | Western Force              | 2024            |
| Josh Tyrell              | 16 octobre 1990    | Samoa                |               | Biarritz olympique         | 2023            |
| Andrés Zafra             | 26 mars 1996       | Colombie             | -             | CA Brive                   | 2021            |
| Troisièmes lignes        |                    |                      |               |                            |                 |
| Baptiste Belhadj         | 5 septembre 2003   | France               | -             | Formé au club              | 2022            |
| Charly Gambini           | 15 janvier 2004    | France               | -             | Formé au club              | 2022            |
| Ned Hanigan              | 11 avril 1995      | Australie            |               | Waratahs                   | 2024            |
| Teimana Harrison         | 5 septembre 1992   | Angleterre           |               | Northampton Saints         | 2022            |
| Tornike Jalagonia        | 12 décembre 1998   | Géorgie              |               | Biarritz olympique         | 2024            |
| Joseph Laget             | 20 janvier 2000    | France               | -             | Niort RC                   | 2019            |
| Guillaume Piazzoli       | 20 septembre 1997  | France               | -             | Colomiers rugby            | 2017            |
| Malohi Suta              | 23 septembre 2003  | France               | -             | Formé au club              | 2021            |
| Bilel Taieb              | 27 janvier 1993    | Tunisie              |               | Oyonnax Rugby              | 2022            |
| → Yannick Youyoutte      | 30 août 1999       | France               | -             | RC Toulon (en prêt)        | 2025            |
| Demis de mêlée           |                    |                      |               |                            |                 |
| Joris Cazenave           | 31 août 1994       | France               | -             | USON Nevers                | 2022            |
| Arthur Coville           | 4 février 1998     | France               | -             | Stade français Paris       | 2023            |
| → Kévin Viallard         | 27 novembre 2000   | France               | -             | ASM Clermont (en prêt)     | 2024            |
| Demis d'ouverture        |                    |                      |               |                            |                 |
| Jimmy Gopperth           | 29 juin 1983       | Nouvelle-Zélande     | -             | Leicester Tigers           | 2023            |
| Jules Plisson            | 20 août 1991       | France               |               | ASM Clermont               | 2024            |
| Jules Soulan             | 16 juin 1994       | France               | -             | Oyonnax Rugby              | 2024            |
| Centres                  |                    |                      |               |                            |                 |
| → Eto Bainivalu          | 13 février 2001    | Fidji                | -             | Stade toulousain (en prêt) | 2023            |
| Inga Finau               | 21 août 1994       | Nouvelle-Zélande     | -             | Bay of Plenty              | 2022            |
| Hugo Navizet             | 14 novembre 2001   | France               | -             | Formé au club              | 2020            |
| George North             | 13 avril 1992      | Pays de Galles       |               | Ospreys                    | 2024            |
| Atila Septar             | 2 juin 1996        | Roumanie             |               | RC Toulon                  | 2023            |
| Ailiers                  |                    |                      |               |                            |                 |
| Nadir Bouhedjeur         | 31 janvier 1999    | France               | -             | Valence Romans DR          | 2021            |
| Léo Drouet               | 1er août 2003      | France               | -             | Montpellier HR             | 2021            |
| Adrien Lapègue           | 21 octobre 1998    | France               | -             | Stade français Paris       | 2022            |
| Sione Tui                | 8 juillet 1999     | Australie            | -             | Stade français Paris       | 2023            |
| Arrières                 |                    |                      |               |                            |                 |
| Mathias Colombet         | 1er mai 1997       | France               | -             | Section paloise            | 2023            |
| Thomas Salles            | 19 août 1996       | France               | -             | RC Toulon                  | 2023            |

### Joueurs emblématiques
- Richard Zago
- Eric Tréséné
- Franck Tréséné
- Jean-Luc Marlot
- Jean-Luc Aqua
- Jérôme Bianchi
- Guillaume Delmotte
- Olivier Rosemplatt
- Frédéric Marconato

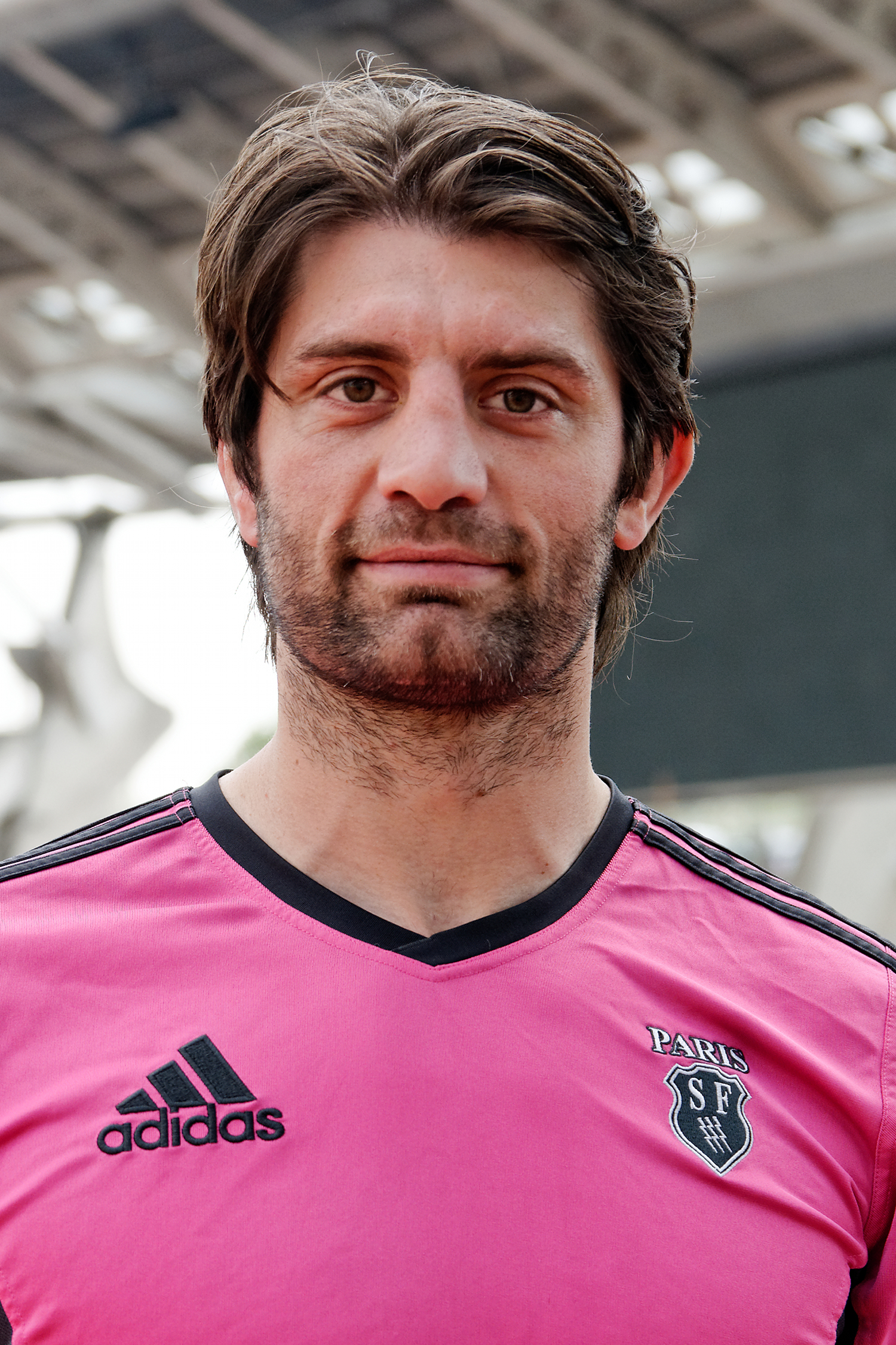
Pierre Rabadan
- Rudy Chéron
- Olivier Gallion
- David Gasviani
- Bruno Lancelle
- Cédric Mallet
- Sylvain Martin
- Félix Mendy
- Mathieu Pla
- Nicolas Rey
- Marc de Rougemont
- Hervé Chaffardon
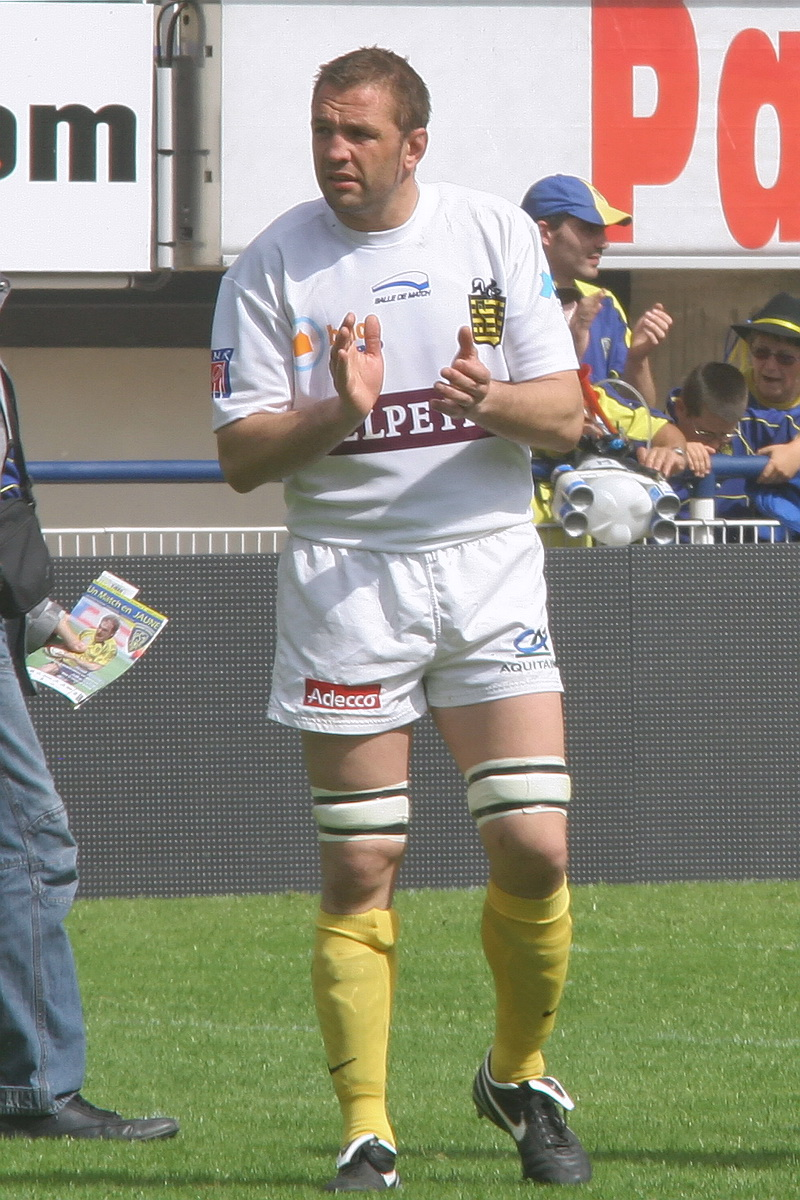
Laurent Travini
- Legi Matiu
- Agustin Lopresti
- Phil Christophers
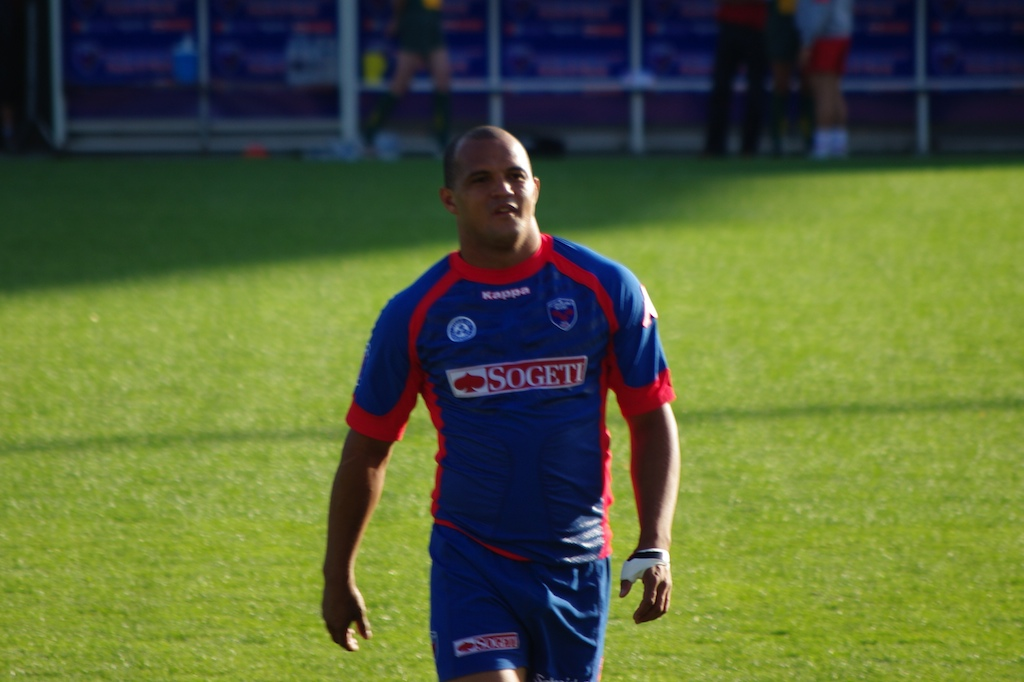
Wylie Human
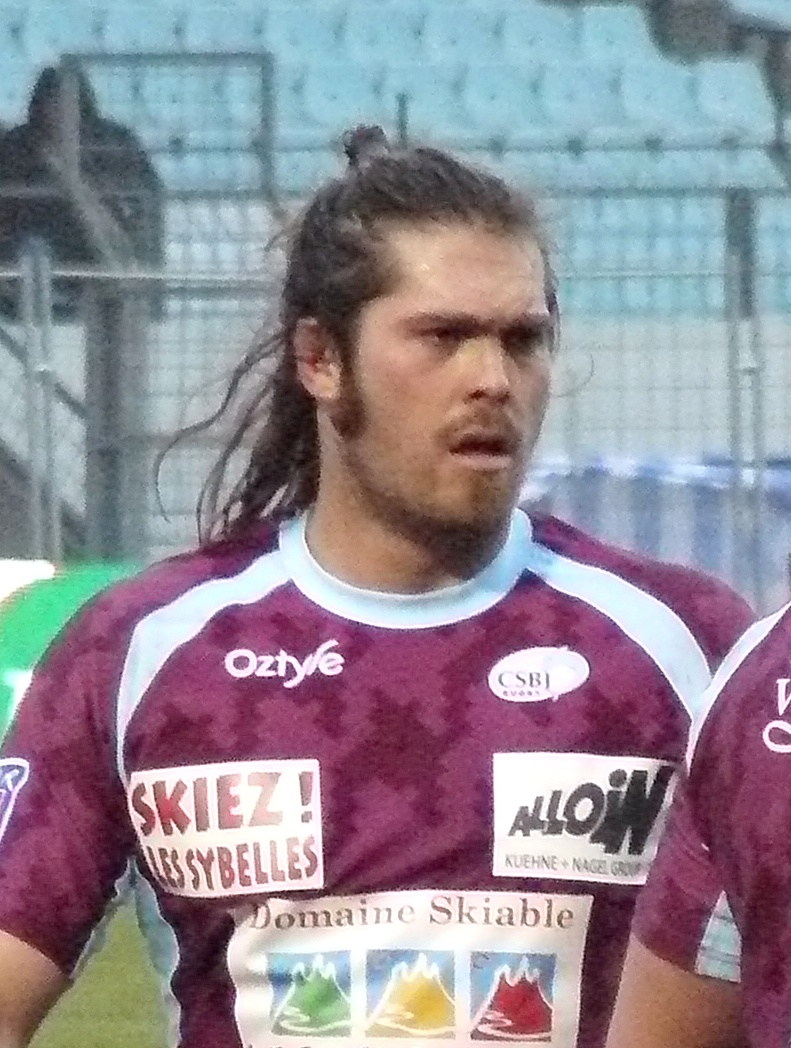
Wessel Jooste
- Norman Jordaan
- Alexandre Menini
- Joseph Tu'ineau
- Chris Wyatt
- Jared Taylor
- Valentin Ursache
- Mihăiță Lazăr
- Ovidiu Tonița
- Christian Loamanu
- Campese Ma'afu
- Franck Montanella
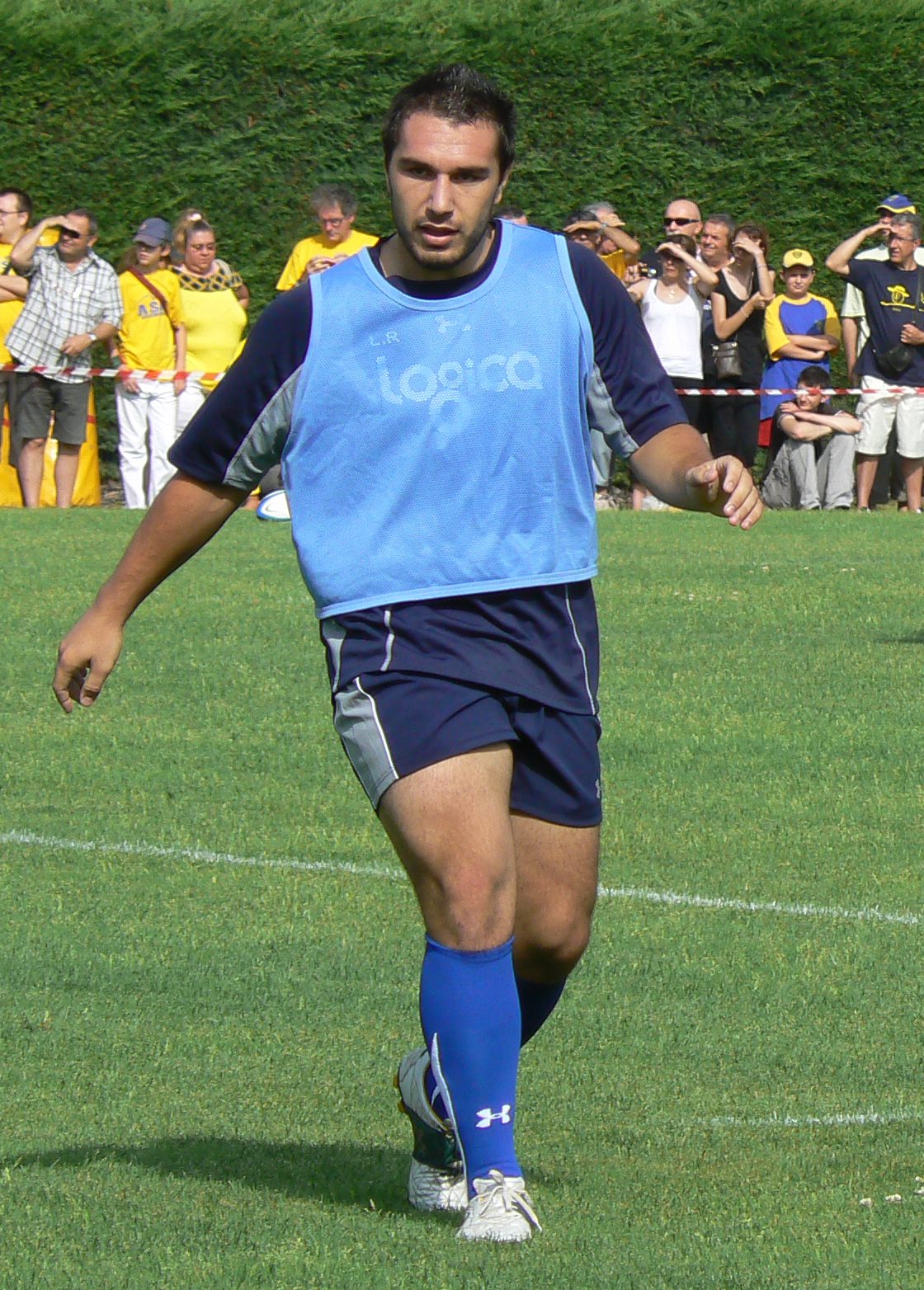
Ludovic Radosavljevic
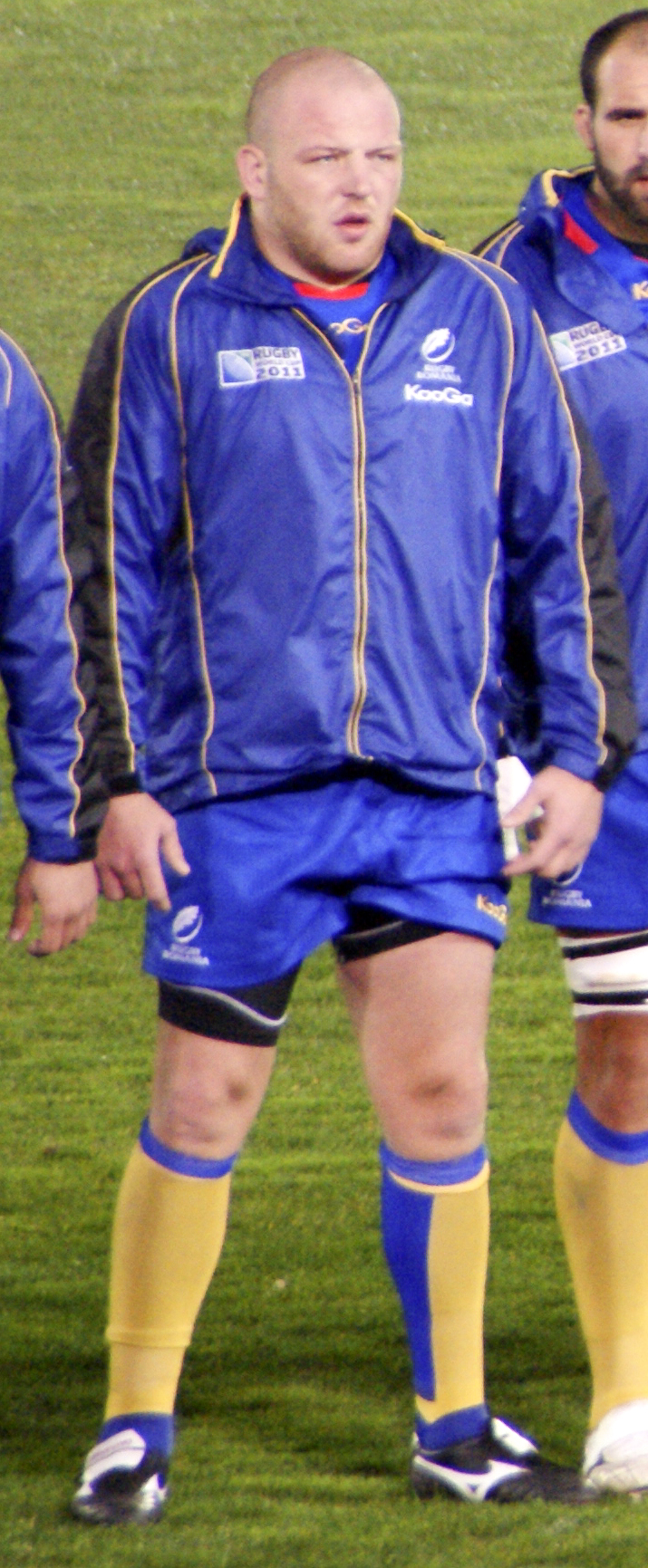
Mihăiță Lazăr
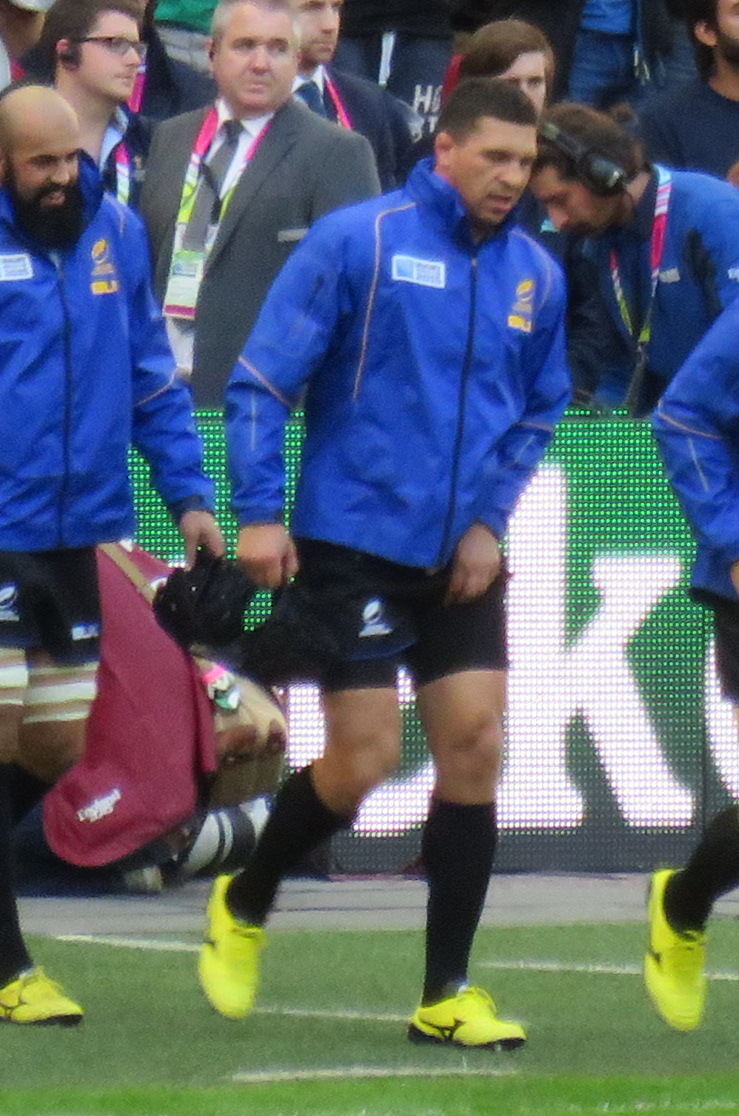
Ovidiu Tonița
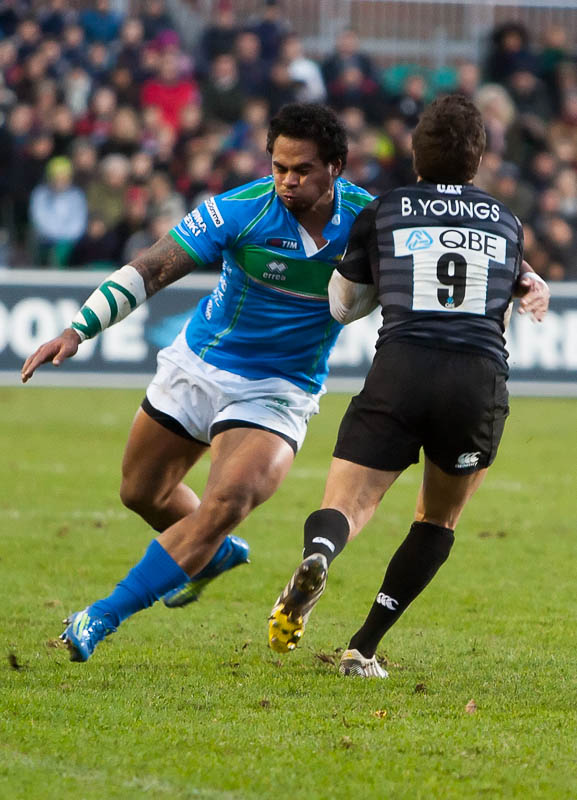
Christian Loamanu
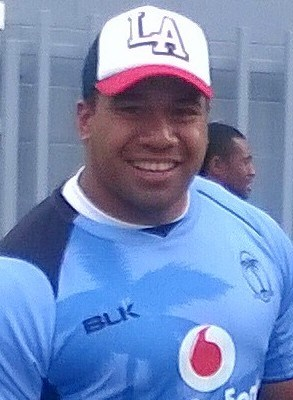
Campese Ma'afu
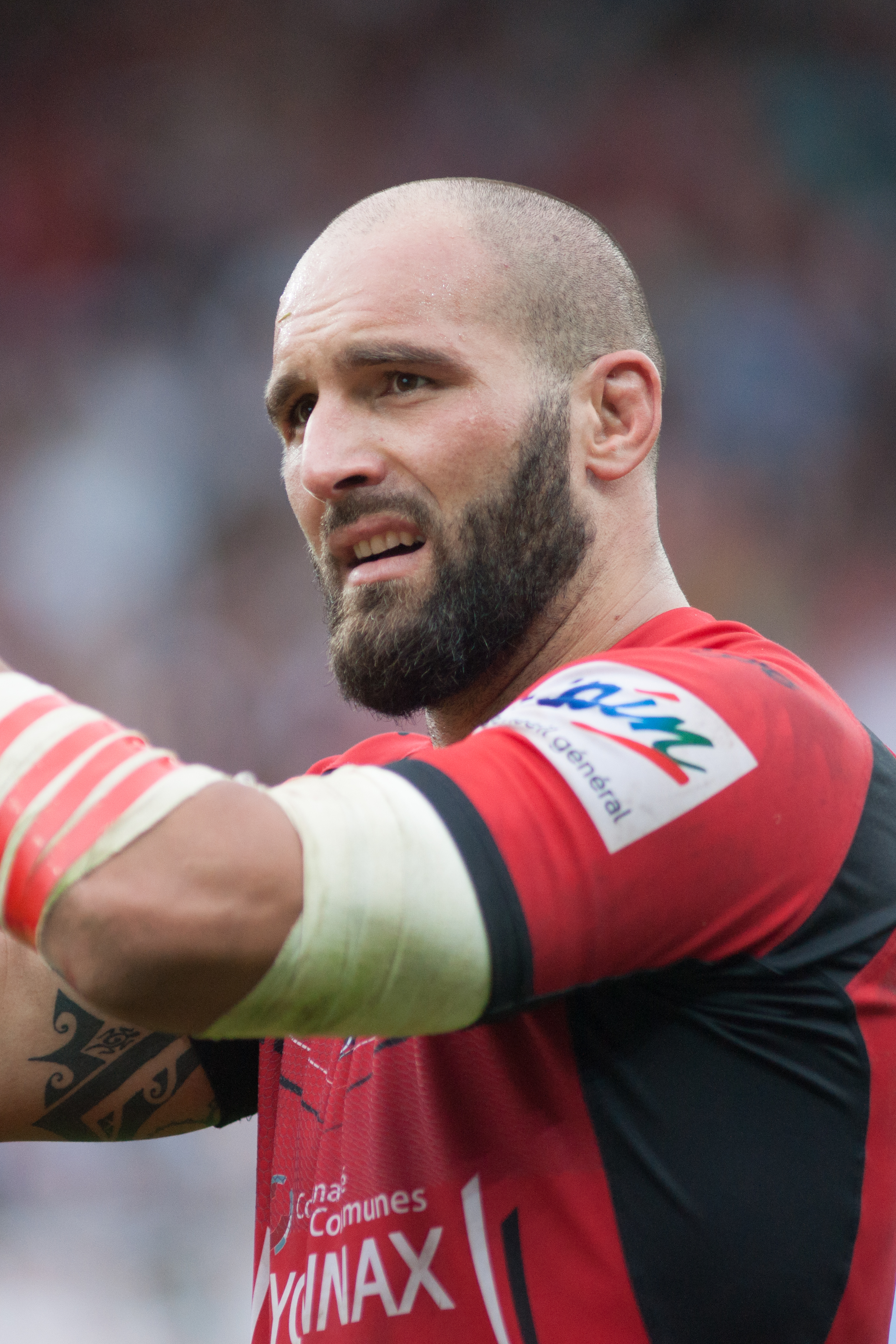
Valentin Ursache
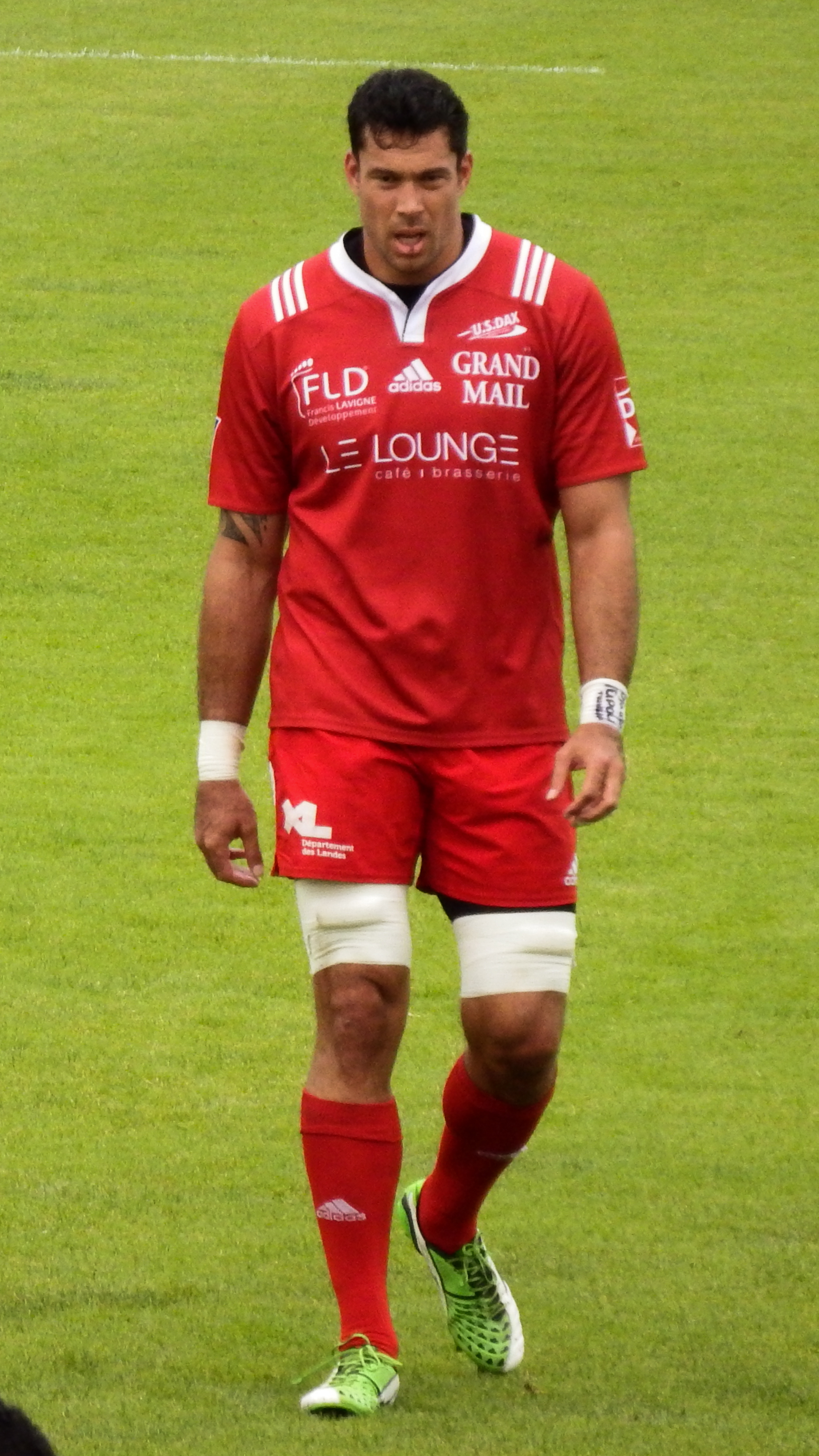
Joseph Tu'ineau
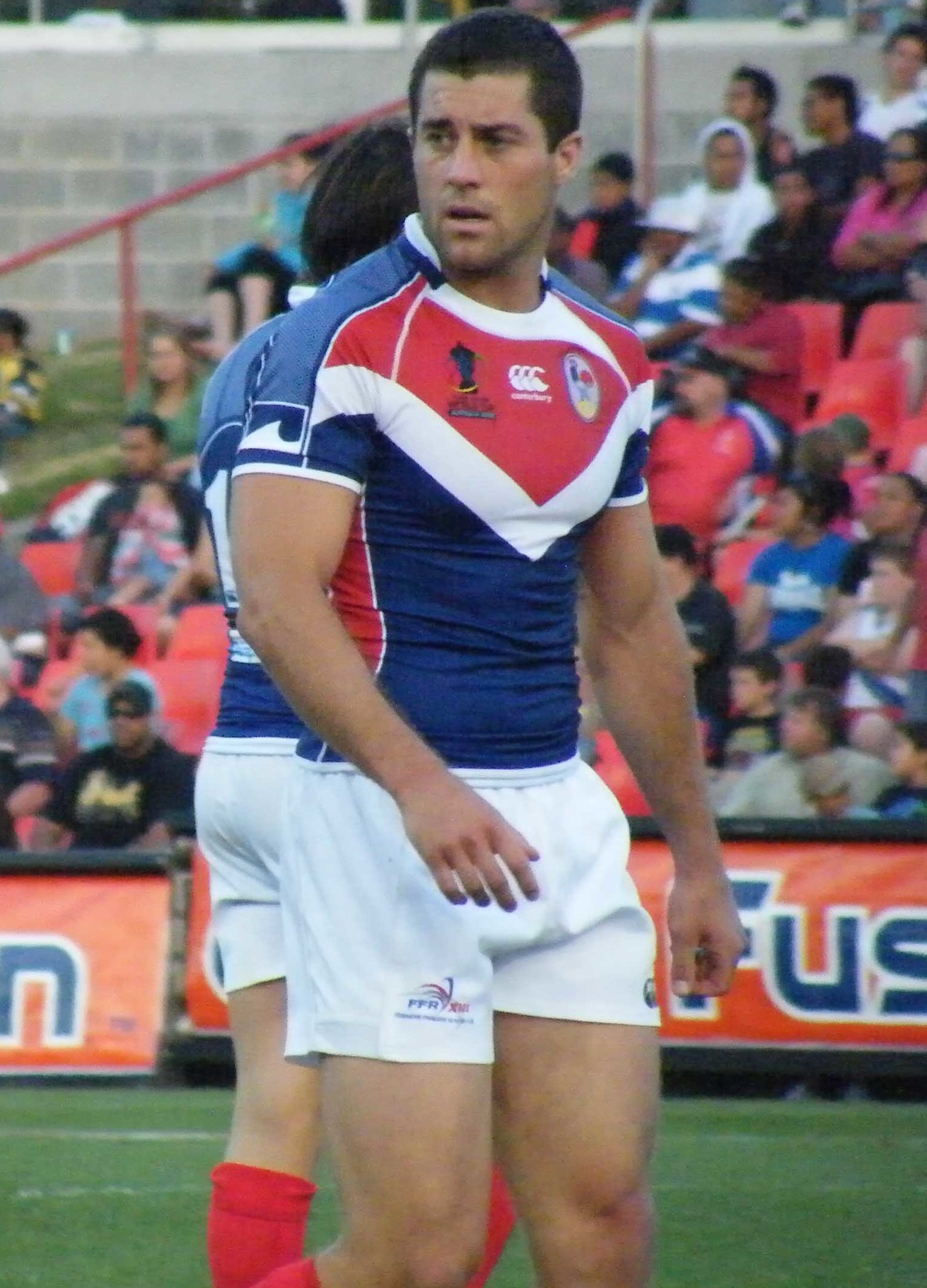
Jared Taylor

- Jonathan Wisniewski
- David Beun
- Xavier Cambres
- Arnaud Lacan
- Sona Taumalolo
- Florent Massip
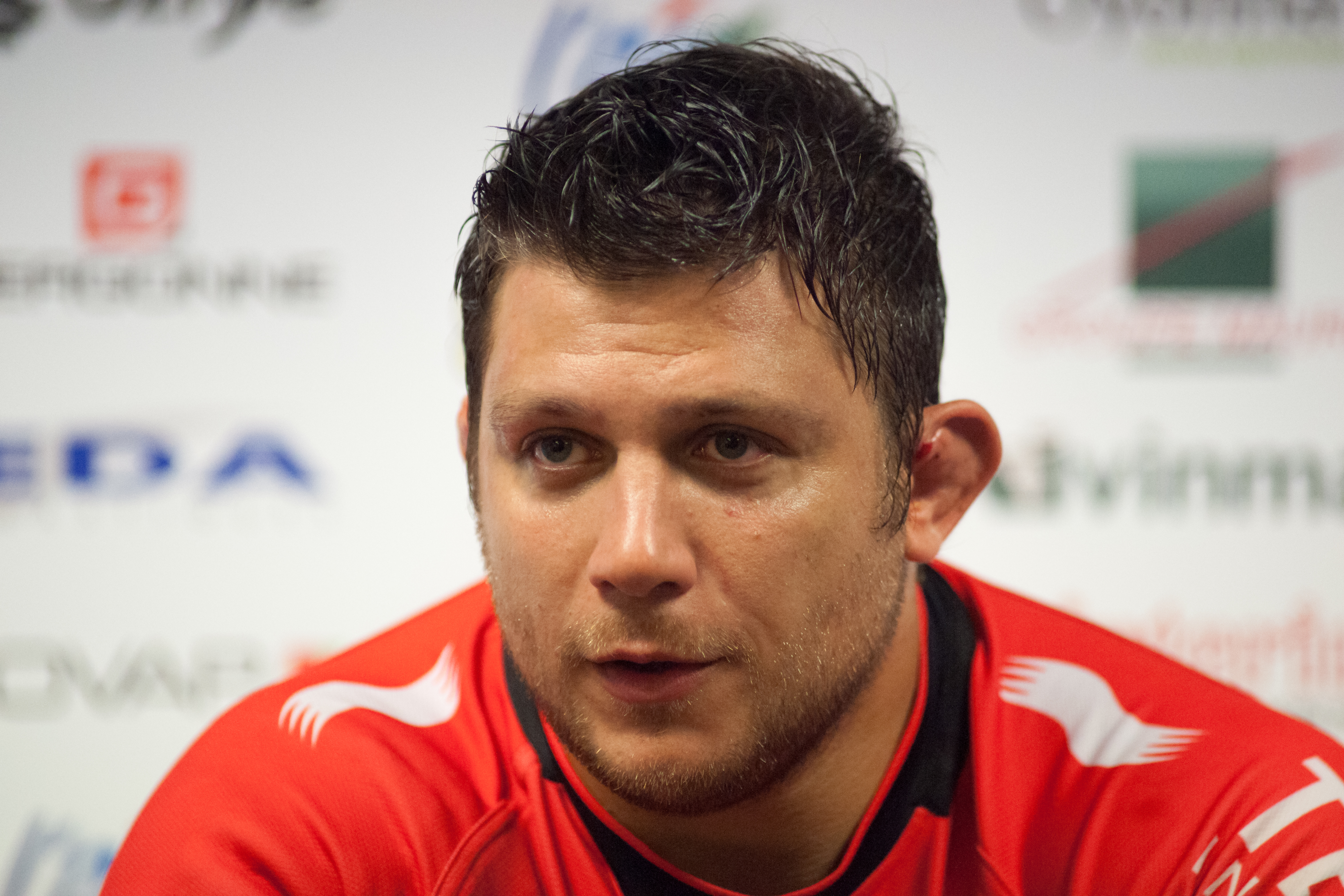
Alexandre Flanquart
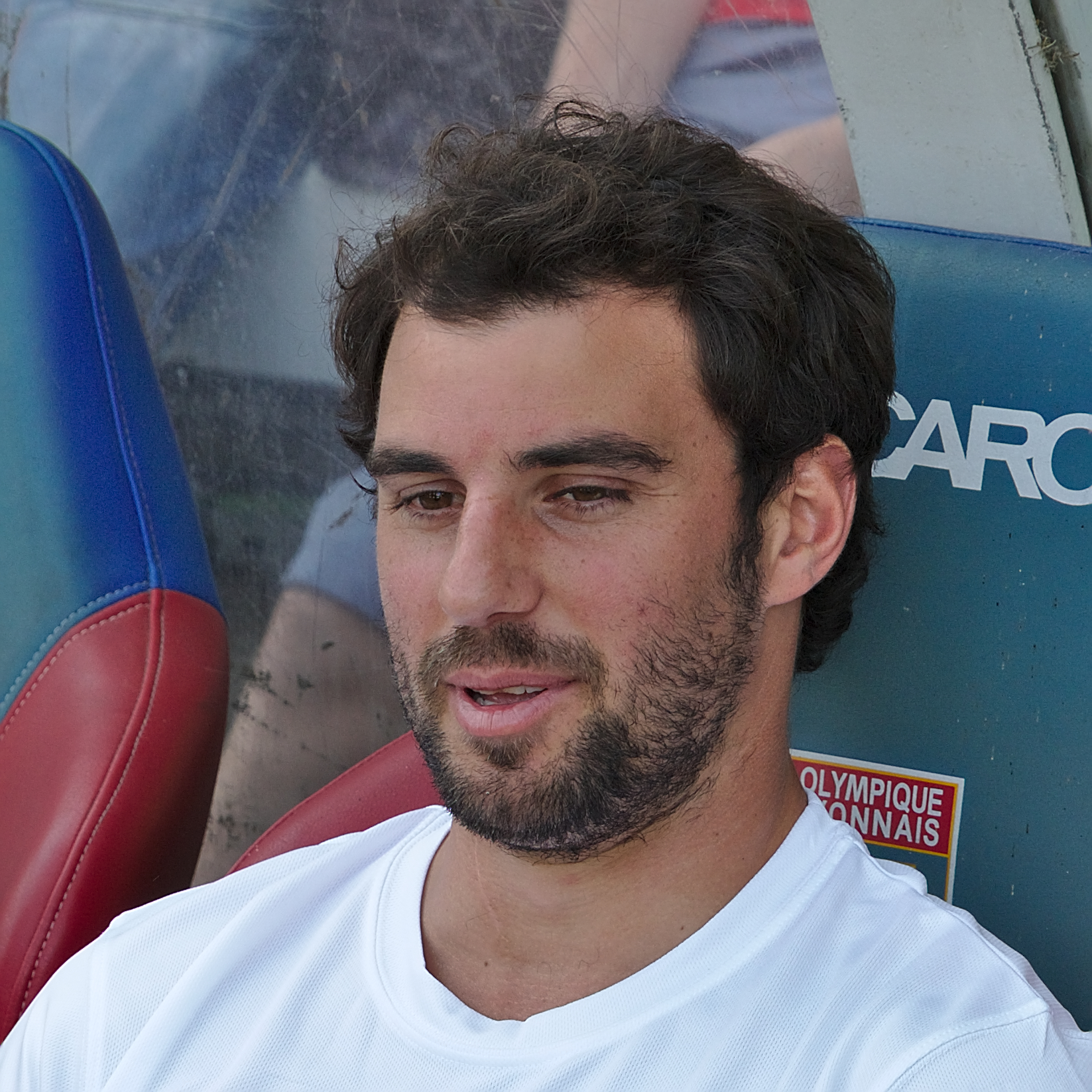
Jonathan Wisniewski
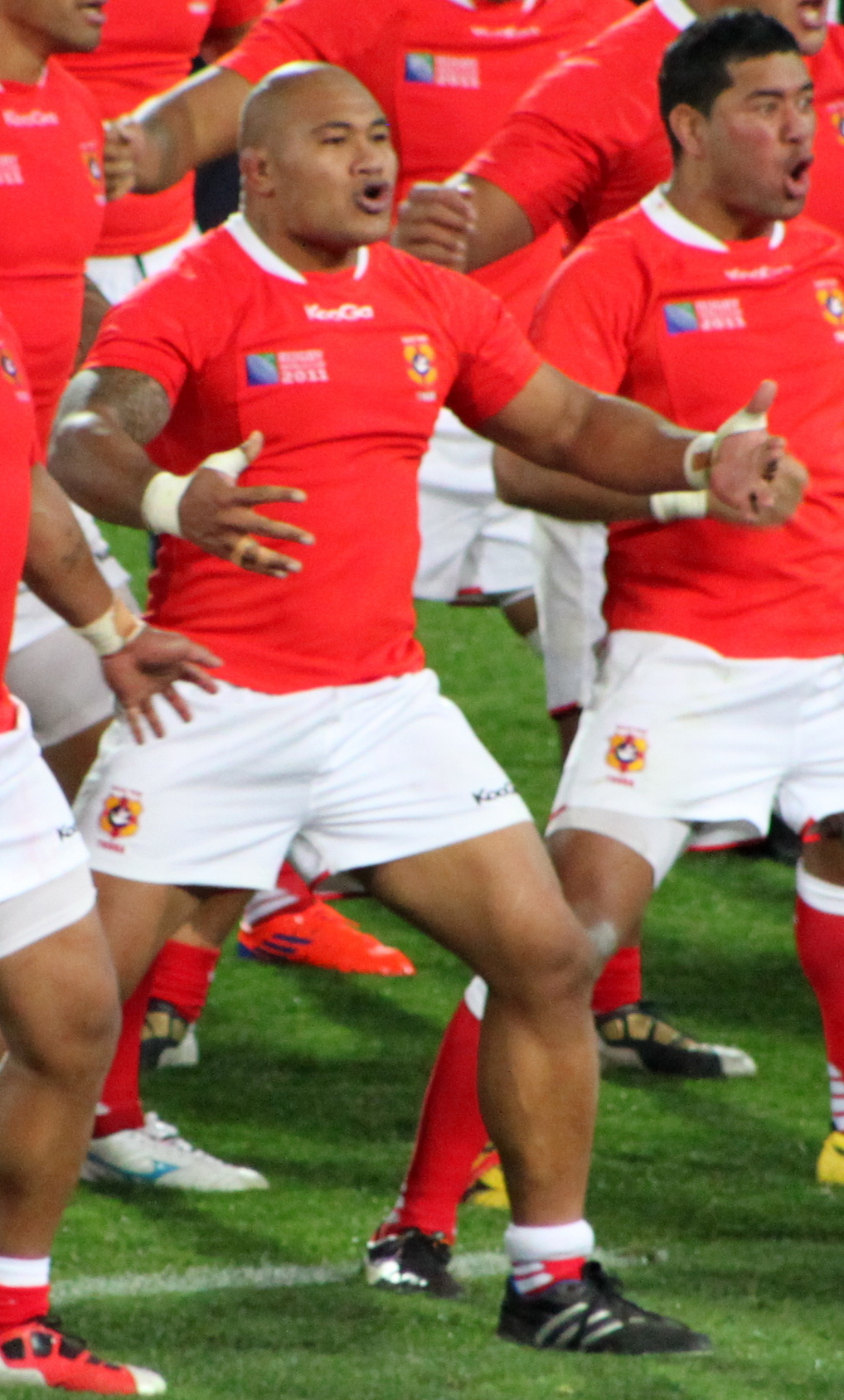
Sona Taumalolo
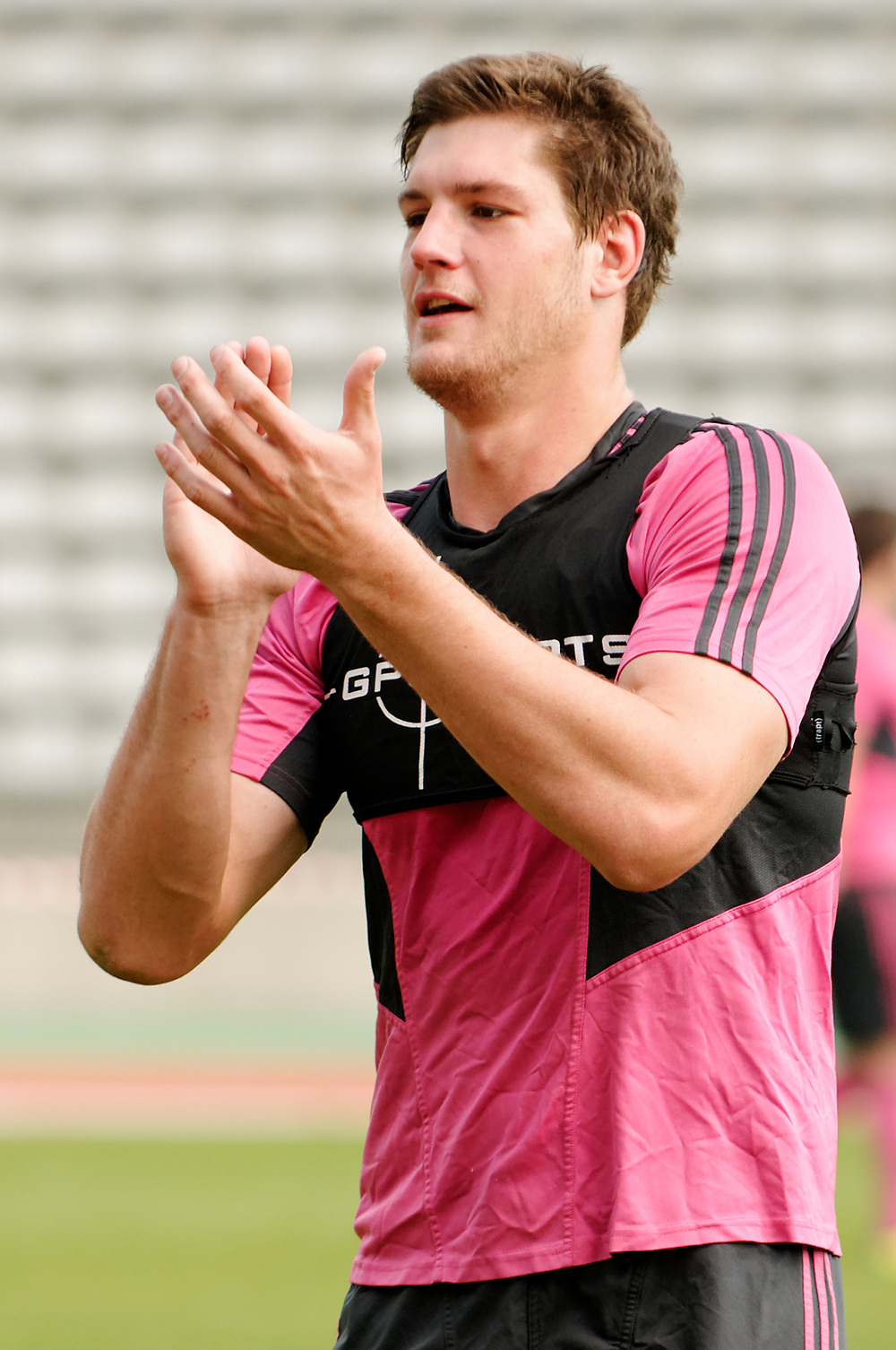
Alexandre Flanquart
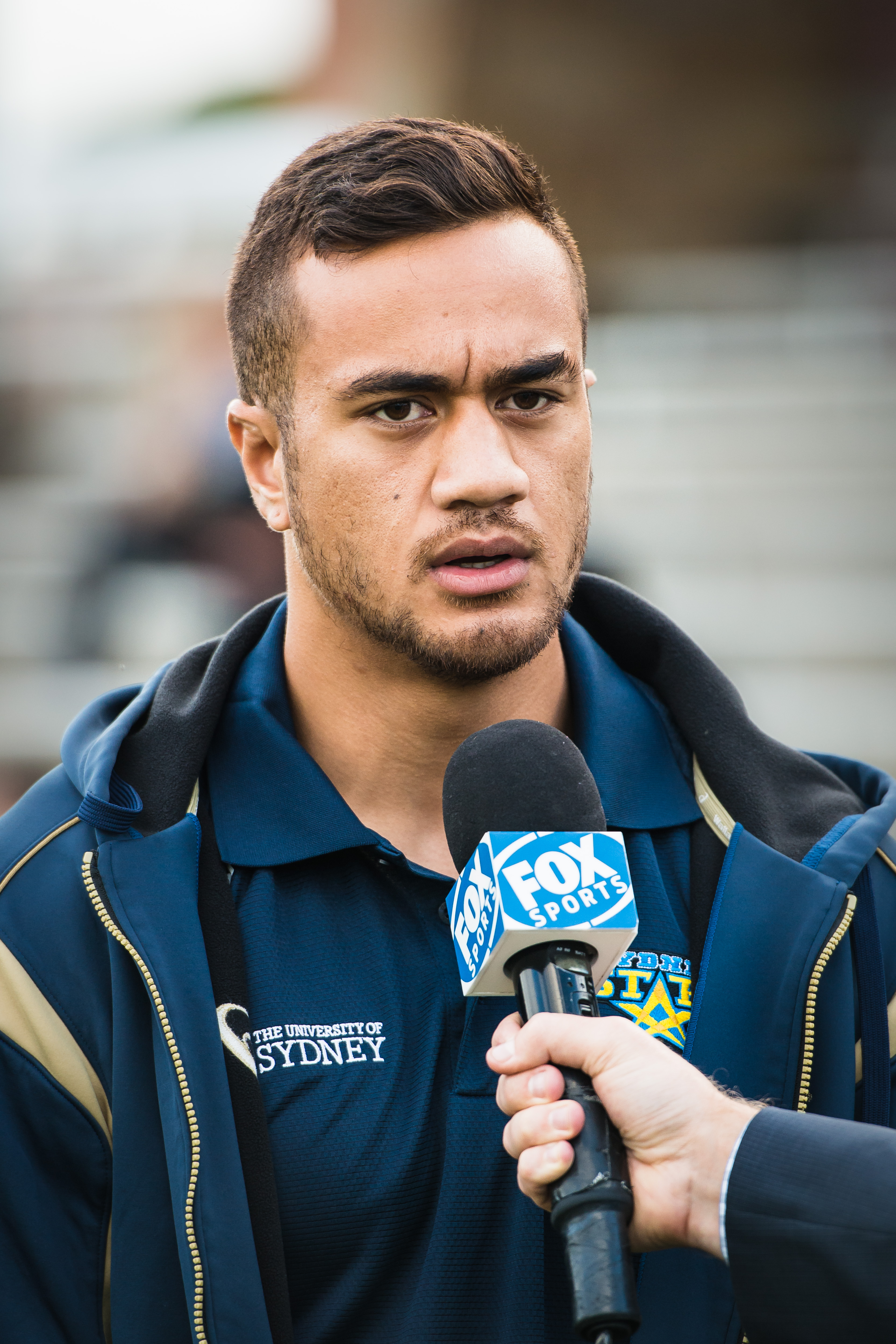
Peter Betham

- Pierre Rabadan
- Laurent Travini
- Wylie Human
- Wessel Jooste
- Ludovic Radosavljevic
- Mihăiță Lazăr
- Ovidiu Tonița
- Christian Loamanu
- Campese Ma'afu
- Valentin Ursache
- Joseph Tu'ineau
- Jared Taylor
- Alexandre Menini
- Jonathan Wisniewski
- Sona Taumalolo
- Alexandre Flanquart
- Peter Betham

### Entraîneurs
| Saisons                   | Entraîneur(s) | Adjoint(s) | Titre(s)                              |
| 2001 - 2002               | Thierry Fournier André Dupouy Léon Loppy | |                                       |
| 2002 - 2003               | Léon Loppy | Christian Nussbaum Pierre Berrier |                                       |
| 2003 - 2004               | Léon Loppy | Christian Nussbaum Thierry Fournier |                                       |
| 2004 - 2005               | Léon Loppy André Dupouy | |                                       |
| 2005 - 2006               | Arnaud Vercruysse Hervé Chaffardon Gérald Boileau | |                                       |
| 2006 - 2007               | Éric Dasalmartini (avants) Pascal Jehl (arrières) | |                                       |
| 2007 - 2010               | Gilbert Doucet (avants) Thierry Fournier (arrières) | | Vice-champion de Fédérale 1 2009      |
| 2010 - 2012               | Gilbert Doucet (manager) | Serge Laïrle (avants) Olivier Nier (arrières) |                                       |
| 2012 - 2013               | Gilbert Doucet (manager) | Didier Nourault (avants) Conrad Stoltz (arrières) |                                       |
| 2013 - Janvier 2014       | Gilbert Doucet (manager) | Conrad Stoltz (arrières) |                                       |
| 6 janvier 2014 - 2014     | Gilbert Doucet (manager) | Conrad Stoltz (arrières) Christian Labit (avants) |                                       |
| 2014 - 7 décembre 2015    | Christian Labit (manager) | Franck Comba (arrières) |                                       |
| 7 au 23 décembre 2015     | Entraîneurs provisoires : Patrick Pézery (avants) et Corné Uys (arrières), rejoints par Marc Delpoux (consultant chargé de superviser le secteur sportif) | Entraîneurs provisoires : Patrick Pézery (avants) et Corné Uys (arrières), rejoints par Marc Delpoux (consultant chargé de superviser le secteur sportif) |                                       |
| 23 décembre 2015 - 2017   | Marc Delpoux (entraîneur en chef) | Patrick Pézery (avants) Gerard Fraser (trois-quarts) | Champion de Fédérale 1 2015           |
| 2017 - 2018               | Patrick Pézery (avants) Gerard Fraser (trois-quarts) | | 1er de la poule d'accession en Pro D2 |
| 2018 - 2019               | Jamie Cudmore (manager général) | Patrick Pézery (avants) Fabien Cibray (arrières) |                                       |
| 2019 - 2020               | Fabien Cibray (manager général) | James Coughlan (avants) |                                       |
| 2020 - mars 2021          | Fabien Cibray (manager général) | Romain Lauga (avants) Yannick Osmond (trois-quarts) |                                       |
| 22 mars - 2 novembre 2021 | Mauricio Reggiardo (manager sportif) | Romain Lauga (avants) Fabien Cibray (trois-quarts et attaque)                                                                                             |                                       |
| 2 novembre 2021 - 2022    | Mauricio Reggiardo (manager sportif) | Fabien Cibray (trois-quarts et attaque) Rémy Ladauge (défense)                                                                                            |                                       |
| 2022 - 2023               | Mauricio Reggiardo (manager sportif) | Jacques Delmas (avants) Stéphane Glas (arrières) Rémy Ladauge (défense)                                                                                   |                                       |
| 2023 - 2025               | Mauricio Reggiardo (manager sportif) | Jacques Delmas (avants) Julien Dupuy (arrières) Rémy Ladauge (défense)                                                                                    |                                       |
| 2025 -                    | Philippe Saint-André (directeur du rugby) | Julien Dupuy (arrières) Sébastien Fouassier (avants) Rémy Ladauge (défense)                                                                               |                                       |

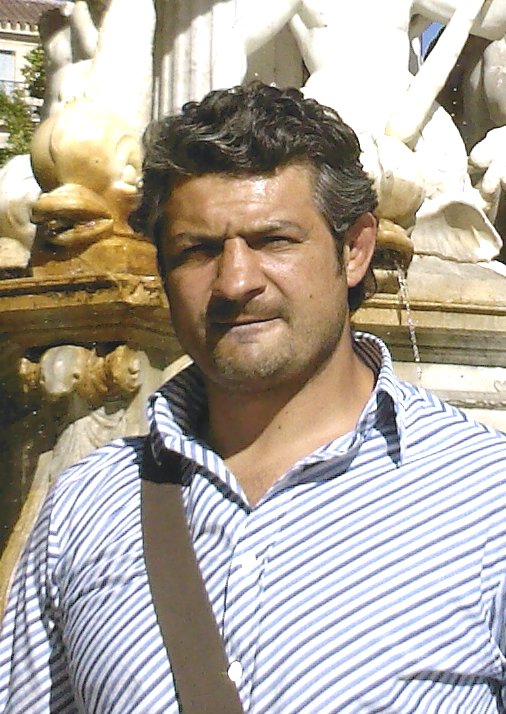
Christian Labit
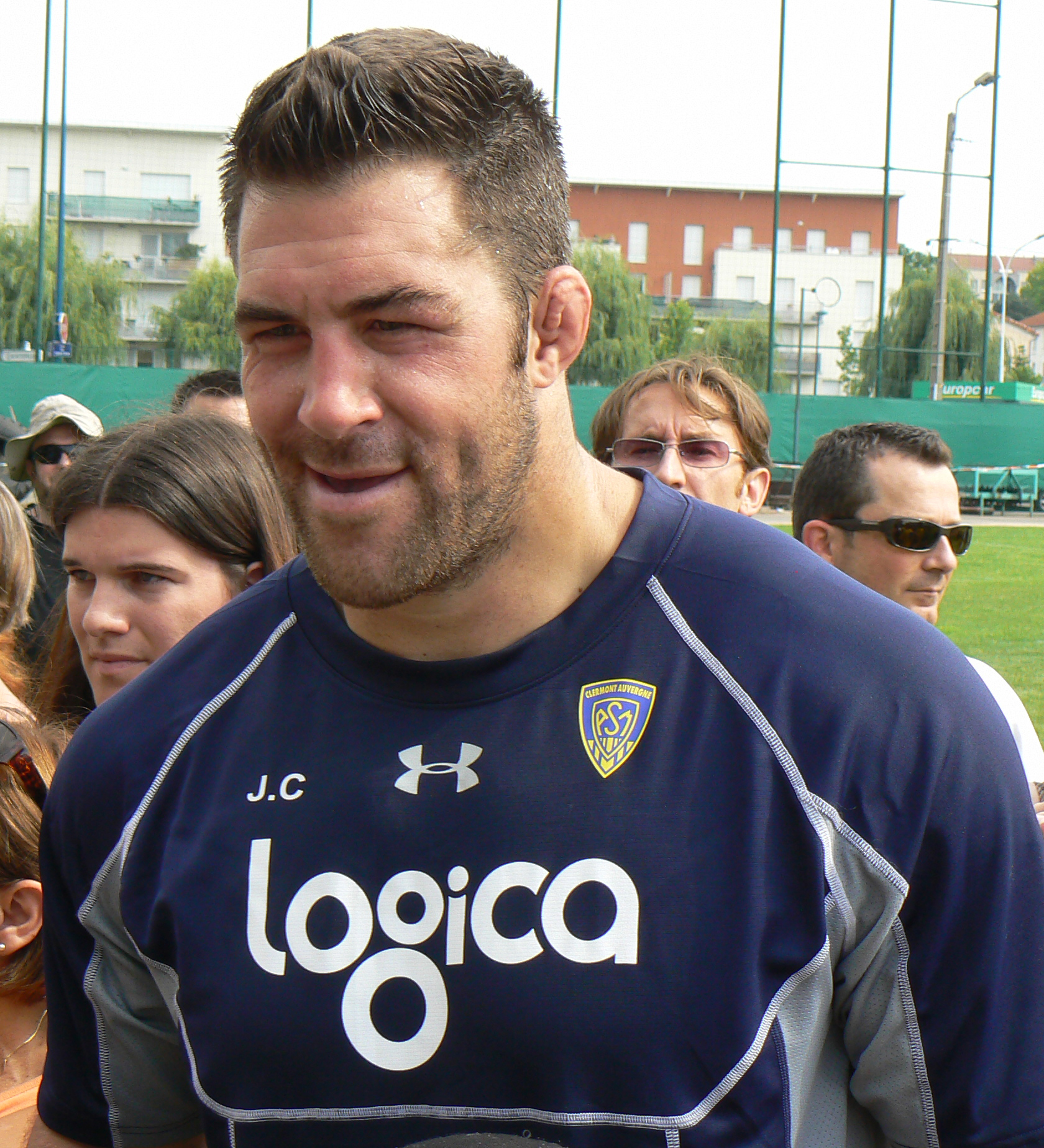
Jamie Cudmore
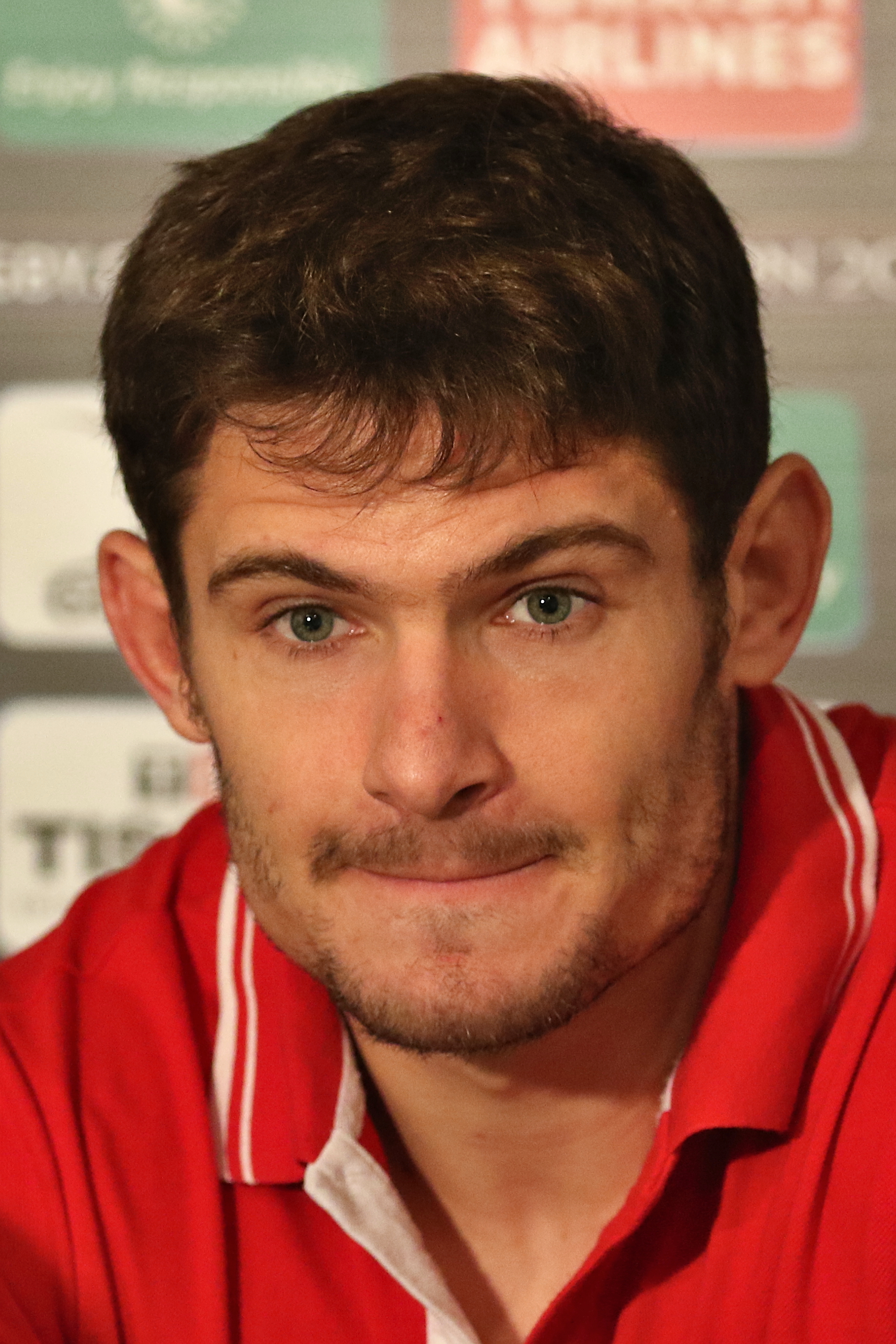
Fabien Cibray
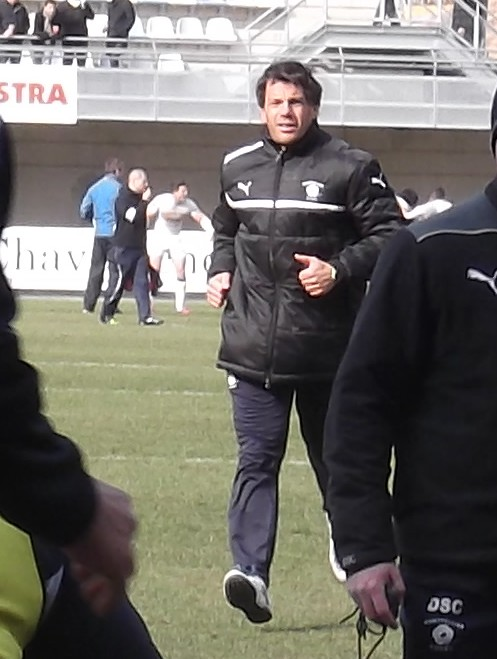
Stéphane Glas
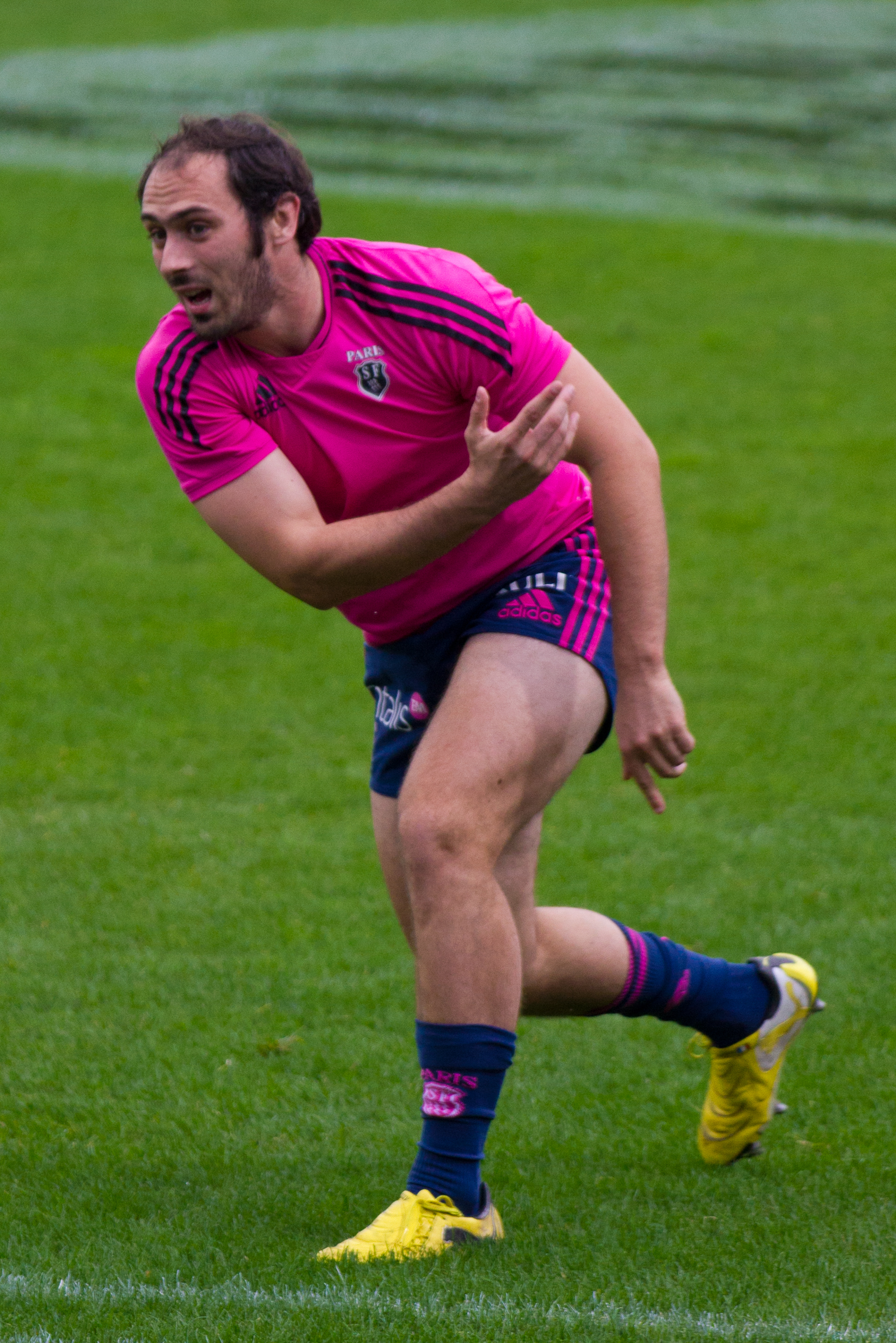
Julien Dupuy

### Présidents

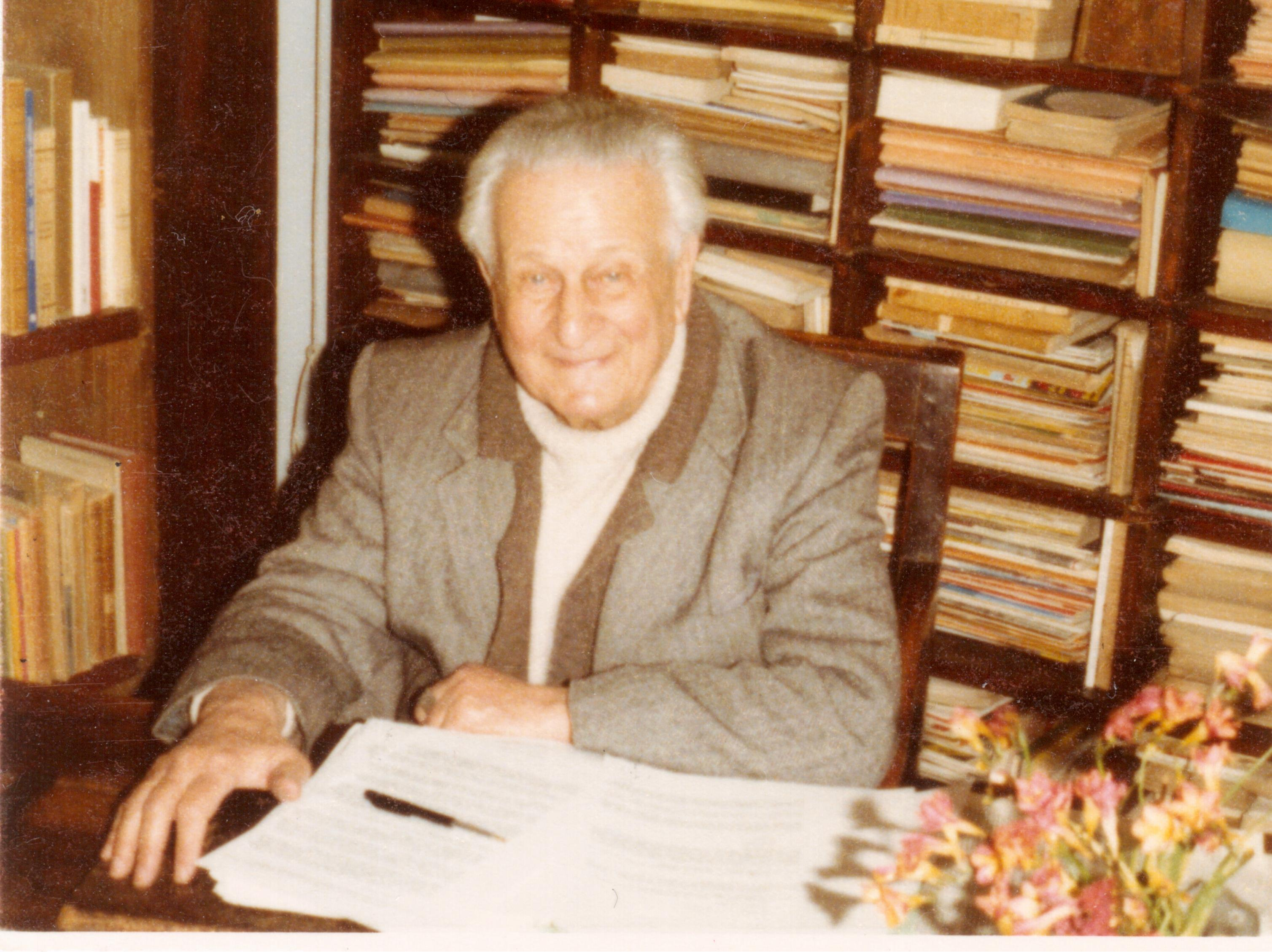
1970 - 1973 : Maurice David
- 1974 - 1979 : Louis Simon
- 1980 - 1986 : Henri Roux
- 1986 - 1988 : Marc Fontana
- 1988 - 1989 : Rayssac
- 1990 - 1995 : Marcel Guillaume
- 1995 - 2013 : Lucien Simon
- 2013 - : Denis Philipon

- Maurice David

‌

## Évolution du budget
| Saison | 2020-2021 | 2021-2022 | 2022-2023 | 2023-2024 | 2024-2025 |
| Budget | 9 M€      | 10 M€     | 11,6 M€   | 11,5 M€   | 14,5 M€   |

## Structures

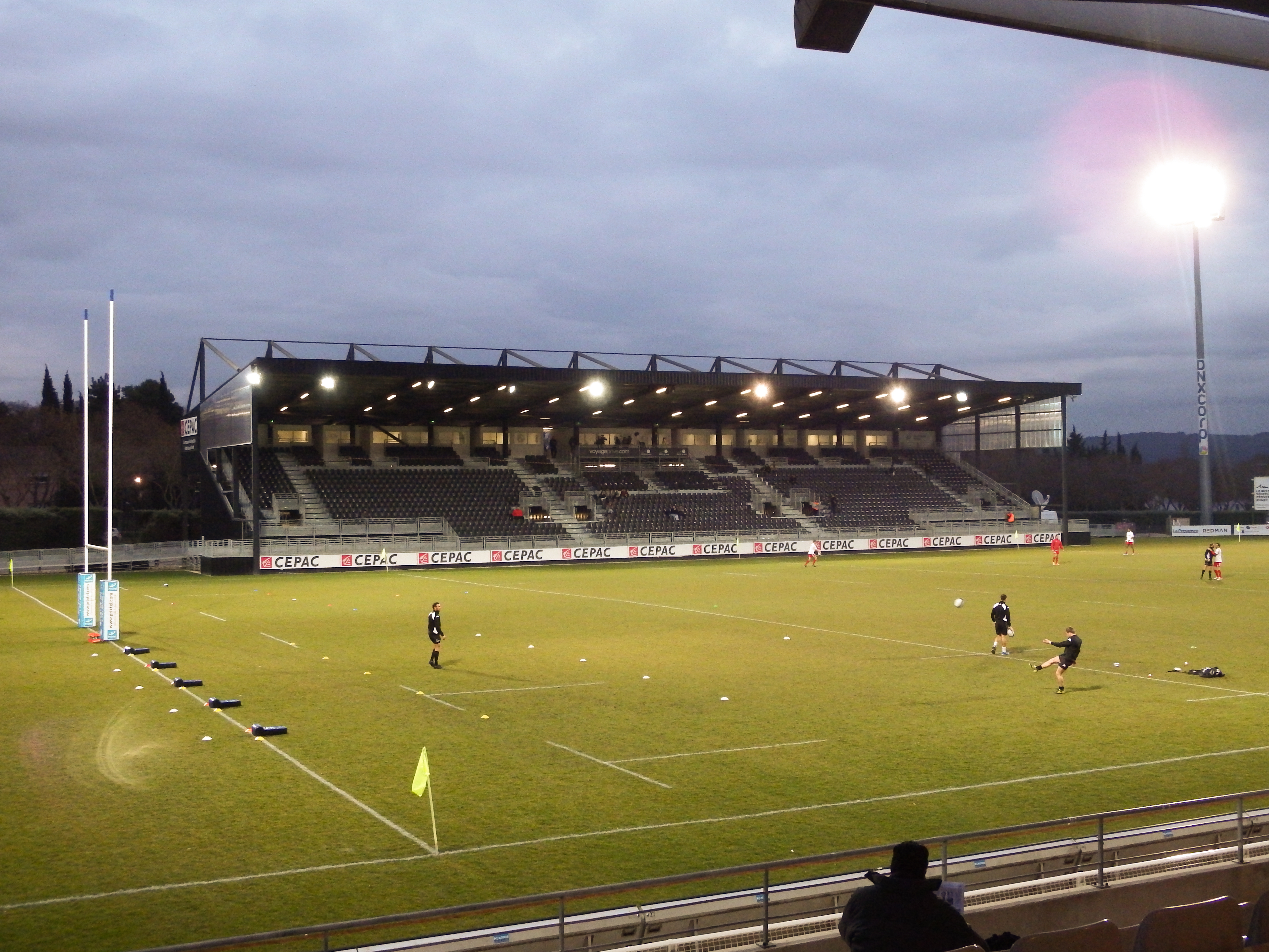
Tribune Louis et Lucien Simon en 2016.

Le stade Maurice-David est situé à Aix-en-Provence. Il a été construit en 1975. Sa capacité d'accueil est de 8 767 places.
Il porte le nom de Maurice David, un avocat aixois, écrivain, philosophe, résistant et aussi rugbyman et fondateur du club.